# 謝長亨
謝長亨（1962年1月22日—），綽號阿草、草總、棒球紳士，台灣棒球選手。曾效力於中華職棒統一獅隊，守備位置為投手。其成名武器指叉球曾被兄弟象總教練王光輝譽為「想要讓球從哪個角度進壘、從哪裡開始掉，都沒有問題」，謝長亨個人職棒生涯勝場達100勝，是第一位達成台灣單一聯盟百勝的投手，目前則是中華職棒生涯勝投數第四位。
球員退役後，曾任統一獅、中信鯨、兄弟象等隊總教練職務，也從事賽事講評。

## 歷略
- 台南縣成功國小少棒隊
- 台南縣西港國小少棒隊
- 台南市協進國小少棒隊
- 台南市府城少棒隊
- 台南市復興國中青少棒隊
- 台北市華興中學青少棒隊
- 台北市華興中學青棒隊
- 台灣師大棒球隊
- 兄弟飯店棒球隊
- 陸光棒球隊
- 日本業餘社會人五十鈴汽車隊
- 味全龍隊隨隊練習
- 中華職棒統一獅隊（1991年－2001年）
- 中華職棒統一獅隊投手教練（2002年）
- 中華職棒統一獅隊總教練（2003年－2005年）
- 緯來體育台球評
- 中華職棒中信鯨隊投手教練（2006年）
- 中華職棒中信鯨隊總教練（2007年－2008年）
- 桃園航空城棒球隊投手教練（2009年3月16日─2009年4月1日）
- 台北縣成棒隊總教練（2009年4月2日─2013年3月18日）
- 第三屆世界棒球經典賽中華成棒代表隊總教練
- 2012年亞洲棒球錦標賽總教練
- 中華職棒兄弟象/中信兄弟隊總教練（2013年3月18日─2015年5月18日）
- 中華職棒中信兄弟隊技術顧問（2015年5月18日–2015年9月）
- 台中運動家成棒隊總教練（2015年9月–2017年9月）
- 國立台灣師範大學體育發展與研究中心顧問（2017年11月-）

## 職業生涯

### 球員時期
謝長亨於1985年加入兄弟飯店棒球隊，之後在當兵期間曾入選1986年世界盃國手，退伍後被日本社會人球隊五十鈴汽車網羅。1990年球季後返台跟著味全龍練球，之後在中職舉辦了第一次本土球員選秀會，統一獅隊在第一輪選走了謝長亨。
在中職的第一個球季就拿下11勝，幫助統一獅隊在1991年的下半季贏得隊史第一個季冠軍，最後也在總冠軍賽鏖戰了7場擊敗了味全龍隊。謝長亨生涯有6個球季勝投達到2位數，2001年成為中職史上第一位百勝投手。

### 教練時期
於2002年繼任回鍋擔任球員的曾智偵，成為統一獅總教練。2005年，在上半季結束後以戰績不佳為由辭職，離開待了15年的統一獅，隨後擔任緯來電視網轉播球評。2006年經由李來發總教練提拔，成為中信鯨隊投手教練。隔年，李來發降調二軍執教，謝長亨則升任中信鯨的總教練，重掌職棒兵符。 
2008年11月11日，中信鯨因故宣布解散，因未獲其它球團延攬而離開職棒圈，離開職棒圈後，2009年初曾短暫加入桃園航空城棒球隊擔任投手教練，但於同年4月3日獲聘為台北縣成棒隊總教練，2010年12月25日起臺北縣改制新北市而成為新北市成棒隊總教練。擔任教練之餘，謝長亨亦擔任電視台或平面媒體球評。
2013年帶領中華隊打進第三屆世界棒球經典賽的八強（三屆來最佳成績），可惜在八強賽中的第一場與日本隊在延長賽時以3:4飲恨，第二場則以0:14敗給古巴隊，無緣晉級四強。
2013年3月18日接任兄弟象總教練一職。
2014年球團改名為中信兄弟後，上半季戰績墊底而且創下半季最差成績（19勝），一度被當時領隊陳政宏對外宣稱不排除撤換總教練。詎料經營團隊後來撤換領隊以及經理，意外豐碩的季中選秀補進強打許基宏與投手江忠城等好手，加上經由新任打擊教練丘昌榮強化的打線，下半季異軍突起，並且在最後一場補賽3:0擊敗老東家統一獅，獲得下半季冠軍。
2015年上半季由於戰績普普，於季中調離總教練一職。

## 評價
謝長亨教練最為人稱道的是選才眼光以及知人善任，前者如捨余文彬、余賢明而選潘威倫、郭岱琦，後者如將內野手劉芙豪改造為外野金手套，以及讓後援投手R. Sanchez成為稱職的先發投手等。統一王朝時代的主力選手如潘威倫、高國慶、高志綱、林岳平等多在「草總時代」補強，台灣職棒界也因此有「謝長亨整理過的球隊最好帶」這樣的說法。但球員生涯四座總冠軍的「阿草」，直到離開職棒圈為止，仍未在總教練生涯期間獲得第一座總冠軍。

## 生涯記錄

### 球員時期
| 年度   | 球隊   | 出賽 | 勝投 | 敗投 | 中繼 | 救援 | 完投 | 完封 | 四死 | 三振 | 責失 | 投球局數 | 防禦率 |
| 1991年 | 統一獅 | 27   | 11   | 9    | 0    | 0    | 12   | 2    | 41   | 131  | 63   | 196.1    | 2.89   |
| 1992年 | 統一獅 | 23   | 9    | 7    | 0    | 0    | 6    | 0    | 50   | 83   | 43   | 134.0    | 2.89   |
| 1993年 | 統一獅 | 26   | 13   | 9    | 0    | 0    | 13   | 3    | 48   | 132  | 58   | 194.2    | 2.68   |
| 1994年 | 統一獅 | 27   | 12   | 7    | 0    | 0    | 9    | 0    | 44   | 101  | 58   | 179.2    | 2.91   |
| 1995年 | 統一獅 | 27   | 12   | 11   | 0    | 0    | 9    | 2    | 54   | 109  | 56   | 179.2    | 2.81   |
| 1996年 | 統一獅 | 25   | 12   | 7    | 0    | 0    | 5    | 3    | 77   | 43   | 65   | 149.1    | 3.92   |
| 1997年 | 統一獅 | 15   | 7    | 3    | 0    | 0    | 0    | 0    | 12   | 51   | 19   | 71.2     | 2.39   |
| 1998年 | 統一獅 | 30   | 6    | 12   | 0    | 0    | 2    | 0    | 43   | 69   | 44   | 133.0    | 2.98   |
| 1999年 | 統一獅 | 20   | 10   | 5    | 0    | 1    | 2    | 0    | 25   | 52   | 33   | 104.0    | 2.86   |
| 2000年 | 統一獅 | 26   | 7    | 11   | 0    | 0    | 5    | 0    | 49   | 49   | 56   | 144.0    | 3.50   |
| 2001年 | 統一獅 | 2    | 1    | 0    | 0    | 0    | 0    | 0    | 2    | 1    | 6    | 5.1      | 10.13  |
| 合計   | 10年   | 248  | 100  | 81   | 0    | 1    | 63   | 10   | 411  | 855  | 501  | 1491.2   | 3.02   |

### 總教練時期
| 年度   | 球隊            | 出賽 | 勝場 | 敗場 | 和場 | 勝率  | 勝差 | 備註                 |
| 2003年 | 統一獅          | 100  | 54   | 39   | 7    | 0.581 | －   | －                   |
| 2004年 | 統一獅          | 100  | 54   | 40   | 6    | 0.574 | －   | 上半季冠軍           |
| 2005年 | 統一獅          | 50   | 24   | 26   | 0    | 0.469 | 5.5  | 僅帶完上半季         |
| 2007年 | 中信鯨          | 100  | 46   | 52   | 2    | 0.469 | 11.5 | －                   |
| 2008年 | 中信鯨          | 100  | 39   | 61   | 0    | 0.390 | 28   | 生涯200勝            |
| 2013年 | 兄弟象/中信兄弟 | 120  | 55   | 65   | 0    | 0.458 | 9    |                      |
| 2014年 | 兄弟象/中信兄弟 | 120  | 50   | 66   | 4    | 0.431 | 15.5 | 下半季冠軍           |
| 2015年 | 兄弟象/中信兄弟 | 40   | 17   | 23   | 0    | 0.425 | 6.5  | 季中因戰績不佳被撤換 |
| 合計   | 8年             | 730  | 339  | 372  | 19   | 0.477 |      |                      |

- 成績累績至2015年5月17日

### 特殊紀錄
- 2001年4月28日：於台南棒球場面對和信鯨，先發五局拿下勝投，成為中華職棒第一位百勝投手。
- 2008年6月23日：率中信鯨以7：6險勝兄弟象隊，拿下總教練生涯第200勝，為中華職棒第七位達到此記錄的總教練。
- 生涯在中華職棒以先發投手身分上場216次，為聯盟第二多紀錄。（已被潘威倫打破先發投手身分上場221次）
- 2014年6月29日，以總教練身份在上半季結束，讓中信兄弟隊拿下19勝創下隊史(包含兄弟象)半季最少勝場數的紀錄。

## 外部連結
- 謝長亨在台灣棒球維基館上的頁面（繁體中文）

| 前任： 杜福明 王漢 | 統一獅開幕戰先發投手 1993年 1995年 | 繼任： 王漢 郭進興 |

| 體育角色           | 體育角色                                             | 體育角色      |
| ------------------ | ---------------------------------------------------- | ------------- |
| 中華職業棒球大聯盟 |                                                      |               |
| 前任： 曾智偵      | 統一獅隊總教練 2003年－2005年6月30日                 | 繼任： 大橋穰 |
| 前任： 李來發      | 中信鯨隊總教練 2007年－2008年11月11日                | 球隊解散      |
| 前任： 陳瑞振      | 兄弟象/中信兄弟隊總教練 2013年3月18日－2015年5月18日 | 繼任： 吳復連 |